# Античний панеллінізм
Античний панеллінізм — у Стародавній Греції ідея національної єдності греків, що виникла в умовах розріненості окремих еллінських держав та громад, а також обумовлена існуванням єдиної грецької мови, торговими стосунками, колонізацією, а головне — зростанням духовної культури.
Ця ідея єдності нації висловилася вже в існуванні поняття загальної батьківщини (грец. κοινή πατρίς). З інших історичних явищ про національну єдність еллінів свідчить встановлення великих панеллінських свят — Панеллінські ігри, особливо Олімпійських ігор, розпорядники яких називалися грец. Έλλανοδίκαι — елладіки та існування такої загальновизнаної святині, як дельфійський оракул (грец. κοινή έστία — загальне джерело). Іншим релігійним центром був Делос, на якому утворився у 8 столітті Амфіктіонійський союз Кікладських островів, який зблизив азійських греків з європейськими.
Моментом особливого підйому національного духу була епоха греко-перських війн, коли на заклик азійських греків відгукнулися європейські елліни. Коли минув момент небезпеки, знову настала епоха племінної розрізненості і міжусобної боротьби. Македонське завоювання практично звело нанівець політичне значення Еллади, втім саме за Александра Великого вперше в усій повноті перемогла ідея панеллінізму.